# Rachel Cohen-Kagan
Rachel Cohen-Kagan (in ebraico רחל כהן-כגן‎?; Odessa, 19 febbraio 1888 – 15 ottobre 1982) è stata una politica israeliana, nonché un'attivista sionista e una delle sole due donne a firmare la dichiarazione d'indipendenza di Israele.

## Biografia
Nata Rachel Lubersky nella città di Odessa nell'Impero russo (oggi Ucraina), la Cohen-Kagan frequentò l'università nella sua città natale e a Mosca.
Emigrò nella Mandato britannico della Palestina nel 1919 a bordo della nave Ruslan e fu coinvolta nell'Organizzazione Sionista Internazionale delle Donne (WIZO). Nel 1932 fu nominata presidente del Comitato per l'aiuto sociale nel comitato comunitario di Haifa, un ruolo che mantenne fino al 1946.
Nel 1938 fu eletta presidente della WIZO e fu sempre più presa dalla politica. Nel 1946 fu nominata direttore del Dipartimento sociale del Consiglio Nazionale Ebraico. Membro del Moetzet HaAm, nel 1948 Cohen-Kagan fu una delle sole due donne (l'altra era Golda Meir) a firmare la dichiarazione d'indipendenza israeliana.
Nella prima elezione al Knesset nel 1949, WIZO ottenne un solo seggio, che fu occupato dalla Cohen-Kagan. Perse il suo seggio nelle elezioni del 1951.
Aderito poi al Partito liberale e tornò al Knesset nella sua lista dopo le elezioni del 1961. Tuttavia la Cohen-Kagan fu  uno dei sette parlamentari che si staccarono dal partito per fondare i Liberali Indipendenti in opposizione alla fusione imminente con Herut. Perse il suo posto nelle elezioni del 1965.
La Cohen-Kagan ha avuto due figli.